# Patrick (marca)
Patrick es una empresa de origen francés especializada en artículos deportivos, creada en 1892 por Patrick Benetau, la empresa fue adquirida por el grupo belga Cortina en 2009 y su sede está ubicada en Oudenaarde-Flandes Oriental, Bélgica.

## Historia
Patrick, originalmente Patrick-Chaussures Techniques, fue fundada por Patrick Benetau en 1892. Los zapatos se fabricaban en una pequeña fábrica en Vandea, Francia.
Los deportistas que vestían Patrick para eventos sociales incluyen a Jacques Anquetil quien ganó el Tour de Francia por quinta vez en 1964, y a Michel Platini al levantar su tercer Balón de Oro en 1985.

El retorno de la marca Patrick al mundo del fútbol profesional francés se anunció el 11 de mayo de 2012.